# Prva makedonska fudbalska liga 2022-2023
La Prva makedonska fudbalska liga 2022-2023 è stata la 31ª edizione della massima serie del campionato macedone di calcio, iniziata il 6 agosto 2022 e terminata il 14 maggio 2023. Lo Struga si è laureato campione per la prima volta nella sua storia.

## Stagione

### Novità
Al termine della stagione precedente il Borec e il Pelister sono retrocesse in Vtora Liga, dalla quale invece sono state promosse il Pobeda, prima classificata nel gruppo Est, e il Sileks Kratovo, prima classificata nel gruppo Ovest. Prima dell'inizio del campionato il Renova si è ritirato per problemi finanziari.

### Formula
Le 11 squadre partecipanti si sfidano in un girone di andata-ritorno-andata per un totale di 33 giornate. Al termine del campionato la prima classificata è designata campione della Macedonia e ammessa al primo turno di qualificazione della UEFA Champions League 2023-2024. Le squadra seconda e terza classificate vengono ammesse al primo turno di qualificazione della UEFA Europa Conference League 2023-2024. Le ultime due classificate vengono retrocesse direttamente in Vtora Liga, mentre la quattordicesima classificata affronta, la terza classificate in Vtora Liga in uno spareggio promozione/retrocessione.

## Squadre partecipanti
| Squadra          | Città                  | Stadio                       | Stagione precedente                                   |
| ---------------- | ---------------------- | ---------------------------- | ----------------------------------------------------- |
| Brera Strumica   | Strumica               | Stadio Blagoj Istatov        | 2º posto in Prva Liga                                 |
| Pobeda           | Prilep                 | Stadion Goce Delčev          | 1º in Vtora Liga Est                                  |
| Bregalnica Štip  | Štip                   | Stadio Comunale              | 7º posto in Prva Liga                                 |
| Makedonija G.P.  | Skopje                 | Stadion Gjorche Petrov       | 4º posto in Prva Liga                                 |
| Sileks Kratovo   | Kratovo                | Gradski Stadion Kratovo      | 1º in Vtora Liga Ovest                                |
| Rabotnički       | Skopje                 | Arena nazionale Toše Proeski | 8º posto in Prva Liga                                 |
| Renova           | Džepčište              | Ecolog Arena                 | 5º posto in Prva Liga                                 |
| Shkupi           | Čair, comune di Skopje | Stadio Chair                 | 1º posto in Prva Liga, Campione di Macedonia del Nord |
| Škendija         | Tetovo                 | Ecolog Arena                 | 3º posto in Prva Liga                                 |
| Skopje           | Skopje                 | Stadio Železarnica           | 9º posto in Prva Liga                                 |
| Struga           | Struga                 | Stadio Gradska Plaža         | 6º posto in Prva Liga                                 |
| Tikveš Kavadarci | Kavadarci              | Gradski Stadion Kavadarci    | 10º posto in Prva Liga                                |

## Classifica
|                               | Pos. | Squadra          | Pt      | G  | V  | N  | P  | GF | GS | DR  |
| ----------------------------- | ---- | ---------------- | ------- | -- | -- | -- | -- | -- | -- | --- |
| Macedonia del Nord (bandiera) | 1.   | Struga           | 68      | 30 | 20 | 8  | 2  | 53 | 19 | +34 |
|                               | 2.   | Shkupi           | 58      | 30 | 17 | 7  | 6  | 62 | 27 | +35 |
|                               | 3.   | Škendija         | 57      | 30 | 16 | 9  | 5  | 43 | 23 | +20 |
|                               | 4.   | Sileks Kratovo   | 48      | 30 | 13 | 9  | 8  | 41 | 34 | +7  |
|                               | 5.   | Bregalnica Štip  | 41      | 30 | 10 | 11 | 9  | 33 | 34 | -1  |
|                               | 6.   | Tikveš Kavadarci | 40      | 30 | 11 | 7  | 12 | 40 | 37 | +3  |
|                               | 7.   | Makedonija G.P.  | 39      | 30 | 10 | 9  | 11 | 37 | 33 | +4  |
|                               | 8.   | Rabotnički       | 37      | 30 | 11 | 4  | 15 | 37 | 48 | -11 |
|                               | 9.   | Brera Strumica   | 28      | 30 | 6  | 10 | 14 | 34 | 38 | -4  |
|                               | 10.  | Skopje           | 22      | 30 | 4  | 10 | 16 | 17 | 44 | -27 |
|                               | 11.  | Pobeda           | 13      | 30 | 3  | 4  | 23 | 18 | 78 | -60 |
|                               | 12.  | Renova           | Esclusa |    |    |    |    |    |    |     |

      Campione della Macedonia del Nord e ammessa alla UEFA Champions League 2023-2024
      Ammesse alla UEFA Europa Conference League 2023-2024
 Ammesse allo spareggio promozione-retrocessione
      Retrocesse in Vtora Liga 2023-2024

## Statistiche

### Individuali

#### Classifica marcatori
Fonte
| Gol |  |  | Giocatore        | Squadra          |
| --- |  |  | ---------------- | ---------------- |
| 19  |  |  | Besart Ibraimi   | Struga           |
| 12  |  |  | Bunjamin Shabani | Struga           |
| 11  |  |  | Renaldo Cephas   | Shkupi           |
| 10  |  |  | Freddy Álvarez   | Shkupi           |
| 10  |  |  | Ljupčo Doriev    | Škendija         |
| 10  |  |  | Sunday Adetunji  | Shkupi           |
| 9   |  |  | Anes Rušević     | Rabotnichki      |
| 9   |  |  | Ivan Ivanovski   | Tikveš Kavadarci |